# Manuel Cerdán
Manuel Cerdán Alenda (Aspe, Alicante, 1954) es un periodista español especializado en periodismo de investigación tanto en prensa escrita como en televisión. Es doctor en Periodismo por la Universidad Complutense de Madrid y profesor de la Universidad Camilo José Cela en Madrid. Está casado y tiene dos hijos.

## Biografía
Trabajó en la revista Interviú  entre 1980 y 1989, para pasar a Cambio 16 donde fue redactor jefe de investigación hasta diciembre de 1993. Trabajó también en el diario El Mundo, dirigiendo la sección de investigación desde 1994 a 2004.
Volvió a la revista Interviú como director entre octubre de 2004 y octubre de 2008. Como director de Interviú fue responsable de exclusivas como la entrevista a Francisco Paesa mientras estaba oculto en París. Pasó seguidamente a dirigir el programa de Telemadrid, Objetivo, y en la actualidad publica sus investigaciones periodísticas en El Confidencial. 
En televisión, desde la década de 2000, ha sido contertulio habitual de espacios como El Programa de Ana Rosa (T5), La noche en 24 horas (24 horas de TVE, hasta 2018), Madrid opina (Telemadrid, hasta 2011) y El Gato al Agua en Intereconomía. Desde el 12 de septiembre de 2012 colabora en Los desayunos de TVE. 
Es coautor de los libros El Caso Interior, El origen del GAL y Lobo. También ha escrito Paesa, el espía de las mil caras, Matar a Carrero: la conspiración y su primera novela: El informe Jano. El libro sobre el espía Paesa ha servido de base para la película de Alberto Rodríguez, El hombre de las mil caras.
Como productor ejecutivo ha creado la serie Héroes Invisibles, emitida en La 2 de TVE.
Los reportajes dirigidos por Cerdán se distinguen principalmente por su rigor y seriedad, de ahí que haya conseguido los premios León Felipe a la Libertad de Expresión, Club Internacional de Prensa y ARI al Periodista del Año, entre otros.